# كتاب الغريب
كتاب الغريب هي الحلقة الرابعة من الموسم السادس من سلسلة صراع العروش، والحلقة رقم 54 عموما. كتب الحلقة كلٌ من ديفيد بينيوف ودي. بي. وايس وأخرجها دانيال ساخيم. عُرضت الحلقة يوم 15 مايو 2016.

## ملخص الحلقة
تصل (سانسا) و(بريان) و(بودريك) إلى القلعة السوداء، ويجتمعونَ مع (جون سنو). وتُحاوِل (أوشا) في وينترفيل إلى اغتيال (رامزي) إلّا أنّه يقتُلها ثُم يُرسِل رسالَة تهديدٍ إلى (جون) إذا لم يُعيد (سانسا) إلى وينترفيل. فيتناقش الأخوان حول الزحف جنوباً لاستعادة وينترفيل. كما يعود اللورد (باليش) إلى الوادي ليحشِد جيشاً ضدّ آل بولتون. وفي كينغز لاندينغ، تستطيع (مارجري) أخيراً زيارة أخيها (لوراس) في حين تخطيط (سيرسي) و(جايمي) و(أولينا) للقضاء على الكاهن الأعلى. ويصل (ثيون) لموطِنه ويلتقي بأختِه ويوضّح لها أنه سوف يدعمها لأن تُصبِح الملكة. وفي ميرن، يلتقي تيريون مع النخّاسين، ويتّفق معهم على السلام الذي سينتهي في غضون سبعِ سنواتٍ مما يُغضِب (ميساندي) و(غراي وارم). كما يعلَم (داريو) بشأن إصابة (جورا) بداء التحجّر خلال رحلة بحثِهم عن (دنيرس). في ذلك الوقت، تجتمع (دنيرس) مع الأخوال وتقوم بإحراقِ معبدهم وتخرُج من النار ولم يُصبِها أذى فيقوم الدوثراكيين بالسجود تعظيماً لها.

## روابط خارجية
- كتاب الغريب على موقع IMDb (الإنجليزية)
- كتاب الغريب على موقع ميتاكريتيك (الإنجليزية)
- كتاب الغريب على موقع روتن توميتوز (الإنجليزية)
- كتاب الغريب على موقع أول موفي (الإنجليزية)